# Илавска, Ленка
Ленка Илавска-Литвинова (словац. Lenka Ilavská-Litvinová, род. 5 мая 1972, Липтовски-Микулаш, Среднесловацкий край) — словацкая (до 1992 года — чехословацкая) профессиональная велогонщица, выступавшая с 1991 по 2002 годы.

## Карьера
Ленка Илавска начала свою велосипедную карьеру в 1991 году в возрасте 19 лет.
Ленка Илавска была одной из сильнейших словацких велогонщиц в 1990-х годах.
Многократная чемпионка Словакии в групповой и индивидуальной гонке; в 1992 году она стала чемпионкой Чехословакии в индивидуальной гонке, а затем 14 раз — чемпионкой Словакии: шесть раз в групповой гонке и восемь раз в индивидуальной.
В 1992 году она выиграла баскскую многодневку Эмакумин Бира.
1993 год стал для неё самым успешным, в котором она выиграла Джиро д’Италия Донне и горную классификацию на той же гонке, а также Тур Тюрингии. Затем она приняла участие ещё в трёх Джиро, заняв шестое место в 1994 году, седьмое в 1996 году и в 1999 году.
В 1995 году она выиграла Женский Тур — На приз Чешской Швейцарии.
За свою карьеру она также выиграла два Тура Штирии, два гран-при Прешов и Правда и Волту Португалии.
В 1996 году, в возрасте 24 лет, заняла второе место в гонке Эмакумин Бира. В том же году Ленка Илавска приняла участие в шоссейных групповой и индивидуальной гонках, а также дисциплине кросс-кантри по маунтинбайку на Олимпийских играх в Атланте. По х итогам она заняла 24-е место в групповой гонке, 17-е место в индивидуальной гонке и 21-е место в кросс-кантри.
За свою карьеру участвовала в семи чемпионатах мира по шоссейному велоспорту, а её лучший финиш был в Лугано в 1996 году — 18-я в групповой гонке и 15-е место в индивидуальной гонке.
Также принимала участие в соревнованиях по дуатлону и триатлону. Завоевала бронзовую медаль на чемпионате мира по дуатлону на длинные дистанции 2002 года и заняла 21-е место на чемпионате мира в 2003 году.
Свои последние гонки Илавска провела в 2002 году.
Сейчас она работает тренером.

## Достижения
1992
 Чемпионат Чехословакии — индивидуальная гонка
Эмакумин Бира
2-я на Женском Туре — На приз Чешской Швейцарии
2-я на Туре Тюрингии
3-я на Волте Португалии
1993
Туре Тюрингии
 Чемпионат Словакии — индивидуальная гонка
2-я на Чемпионате Словакии — групповая гонка
2-я на Эмакумин Бира
Джиро Донне
1994
 Чемпионат Словакии — групповая гонка
 Чемпионат Словакии — индивидуальная гонка
Гран-при Прешова и Правды
2-й этап
2-я на Гран-при Прешова и Правды
3-я на 2-м и 3-м этапе Тура Вандеи
1-й и 4-й этапы Вуэльты Майорки
1-й этап Волты Португалии
7-й этап Джиро Донне
1995
 Чемпионат Словакии — индивидуальная гонка
Женский Тур — На приз Чешской Швейцарии
2-я на Эмакумин Бира
1996
 Чемпионат Словакии — групповая гонка
 Чемпионат Словакии — индивидуальная гонка
2-я на Эмакумин Бира
2-я на Грация Орлова
24-я на Олимпийских играх — групповая гонка
17-я на Олимпийских играх — индивидуальная гонка
1997
 Чемпионат Словакии — групповая гонка
 Чемпионат Словакии — индивидуальная гонка
 Чемпионат Словакии — парная гонка (с Алёной Барилловой)
 Чемпионат Словакии — гонка в гору
Гран-при Прешова и Правды
генеральная классификация
1-й этап
3-я на Женском Туре — На приз Чешской Швейцарии
1998
 Чемпионат Словакии — групповая гонка
 Чемпионат Словакии — индивидуальная гонка
2-я на Эмакумин Бира
3-я на Джиро ди Тоскана — Мемориал Микелы Фанини
3-я на Грация Орлова
1999
 Чемпионат Словакии — групповая гонка
3-я на Тур Сноуи
2000
 Чемпионат Словакии — индивидуальная гонка
2001
 Чемпионат Словакии — групповая гонка
 Чемпионат Словакии — индивидуальная гонка
2002
Boucles Nontronnaises

### Статистика выступления наГранд-турах
| Гонка / Год          | 1991           | 1992 | 1993 | 1994           | 1995           | 1996           | 1997           | 1998           | 1999           | 2000           | 2001           | 2002           |
| -------------------- | -------------- | ---- | ---- | -------------- | -------------- | -------------- | -------------- | -------------- | -------------- | -------------- | -------------- | -------------- |
| Женский Тур де Франс | —              | 11   | 21   | не проводилась | не проводилась | не проводилась | не проводилась | не проводилась | не проводилась | не проводилась | не проводилась | не проводилась |
| Гранд Букль феминин  | не проводилась | —    | 23   | —              | —              | —              | 10             | —              | —              | —              | 39             | —              |
| Тур де л'Од феминин  | —              | —    | 26   | 18             | 17             | 8              | 7              | —              | —              | —              | —              | —              |
| Джиро Роза           | —              | —    | 1    | 6              | —              | 7              | —              | —              | DNF            | —              | —              | —              |

## Рейтинги
| Год                 | 2000 | 2001  |
| ------------------- | ---- | ----- |
| Мировой рейтинг UCI | 70-й | 126-й |
| Мировой кубок UCI   | 57-й | -     |
|                     |      |       |
| Источник: UCI       |      |       |